# East Milton
East Milton est une census-designated place située dans le comté de Santa Rosa, dans l’État de Floride, aux États-Unis.

## Démographie
| 2000  | 2010   | - | - | - | - |
| ----- | ------ | - | - | - | - |
| 6 309 | 11 074 | - | - | - | - |

Sa population s’élevait à 11 074 habitants lors du recensement de 2010.

## Source
- (en) Cet article est partiellement ou en totalité issu de l’article de Wikipédia en anglais intitulé « East Milton, Florida » (voir la liste des auteurs).